# Geografia della Svezia

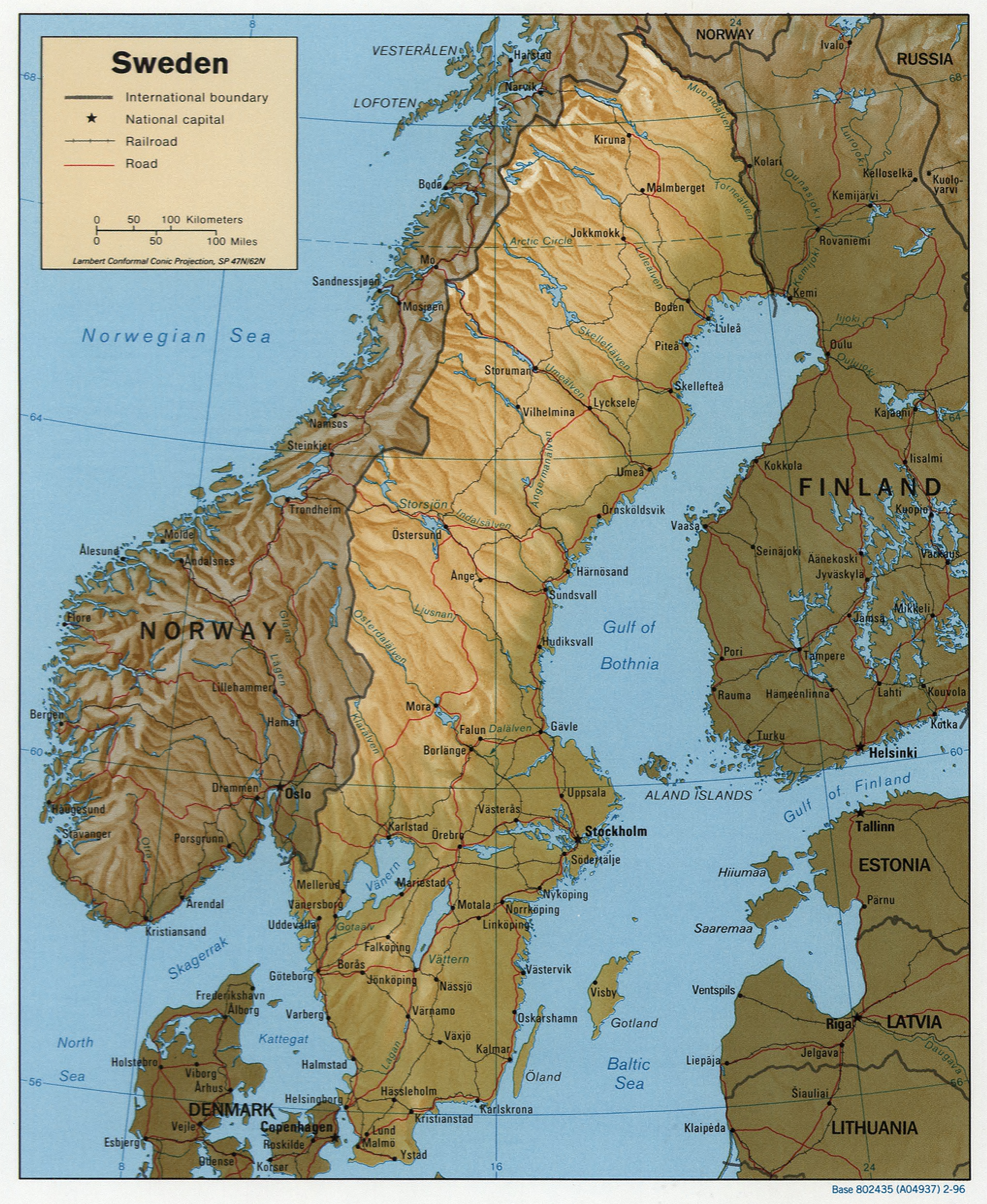
Mappa della Svezia.

La Svezia costituisce il più vasto Paese della penisola scandinava occupando una superficie di 450.295 km² e ne rappresenta la compatta parte orientale; il suo confine terrestre ad occidente è con la Norvegia mentre a nord e a nord-est con la Finlandia; tutto il resto è rappresentato da un confine marittimo, ad oriente col golfo di Botnia ed il Baltico e nell'estrema parte sud-occidentale con il Kattegat, per uno sviluppo complessivo di oltre 8000 km. Il Paese è compreso fra 55°20' e 69°4' di latitudine nord, 10°58' e 24°10' di longitudine est di Greenwich; l'ampiezza da est a ovest nel complesso non presenta notevoli divari e si mantiene su una media di 400 km, soltanto l'estremità meridionale della Gotia presenta un forte restringimento.
La situazione e l'estensione rispetto alla latitudine e la configurazione morfologica suggeriscono di per sé le differenze che si possono cogliere tra le varie regioni: all'Occidente ricco di fjäll si contrappone l'Oriente con una superficie ricoperta di morene, depositate in modo alquanto irregolare, e inclinata verso il Baltico; a nord il deserto lappone, a sud la Scania con caratteristiche che l'avvicinano all'Europa centrale.
Benché la varietà dei paesaggi sia piuttosto notevole, pure la popolazione della Svezia, derivando da genti che già da alcuni millenni si sono stabilite nel territorio non soggetto successivamente ad altre invasioni, si presenta molto compatta dal punto di vista etnografico; la lingua la cui estensione coincide quasi sempre con il confine politico è unitaria, pur offrendo una grande varietà di dialetti che hanno affinità con quelli delle aree circumvicine.
Date le caratteristiche della Svezia sia dal punto di vista della posizione che da quello fisico, essa è stata ed è uno Stato baltico nel più largo senso dell'espressione.

## Morfologia
La caratteristica delle coste della Svezia è data da una serie di insenature, incise in rocce molto antiche, fronteggiate da un gran numero di piccole isole e di scogli, gli skjären; tale peculiarità è più frequente sulle coste dell'Uppland, di Stoccolma e di Göteborg.
Nel Norrland la costa è in fase di lento sollevamento; per questo affiorano nuove aree e parti di valli sommerse, le stesse isole non sono altro che cime affioranti di rilievi sottomarini.
A sud del Kalmar Sund, cioè dello stretto che separa l'isola di Öland dalla terraferma, la costa assume un aspetto differente divenendo bassa e priva del corollario di isole; lungo le coste orientale e meridionale della Scania l'azione associata del mare e del vento ha creato un bel paesaggio di dune.
Al largo della costa svedese ad est si ergono le due isole di Öland (1345 km²) e di Gotland; quest'ultima oltre ad essere più estesa (2960 km²) ha una maggiore importanza economica.
Il rilievo della Svezia presenta una notevole varietà, benché il territorio sia costituito in buona parte da rocce di origine arcaica come gneiss, graniti e leptiti che successivamente furono peneplanate (Precambrico) e subirono dei rivolgimenti tettonici (Terziario); su di esse l'impronta più caratteristica fu lasciata dalla potente glaciazione quaternaria, dalla quale derivarono i terreni più adatti all'agricoltura e al popolamento. Dal punto di vista fisico la Svezia può essere distinta in quattro regioni principali: il Norrland, la Svezia centrale, lo Småland e la Scania.
Nel Norrland, che è la regione più caratteristica, le maggiori altitudini si trovano a ovest lungo una fascia ampia circa 100 km ed appartengono a rilievi dalle sommità spesso spianate; i più elevati sono il Kebnekaise (2123 m) e il Sarektjåkkå (2090 m); verso sud l'altezza si abbassa ed il Marsfjäll infatti raggiunge solo i 1589 m; ai piedi della regione montuosa si estende una serie di laghi di sbarramento morenico. Ad oriente l'altitudine diminuisce ed in media si mantiene sui 450 m; il rilievo assume la forma di un altopiano ricoperto di depositi morenici intercalati da estese torbiere. Una fascia alluvionale orla la regione in prossimità del golfo di Botnia, creando i presupposti favorevoli sia per la coltivazione che per lo stanziamento delle sedi umane.
Tra il Norrland e la Svezia centrale una regione di transizione offre i caratteri sia dell'una che dell'altra regione con dovizia di laghetti, di torbiere e di foreste e con una serie di rocce di notevole interesse minerario.
La Svezia centrale si presenta per la maggior parte pianeggiante, ricca di ampi bacini lacustri che occupano depressioni tettoniche come il Mälaren, il Vättern, il Vänern, ai quali fanno corona laghi di minore entità; il paesaggio è animato dalle dolci colline degli eskers.
Lo Småland è costituito da un altopiano che dalle sponde meridionali del Vättern si spinge fino alla costa sud-orientale; al centro si trova il rilievo maggiore, quello di Tombacken (378 m), dal quale i fiumi irradiano in ogni direzione; formato in massima parte da rocce arcaiche, ha una serie di laghi che si inseriscono sui tronchi vallivi.
La Scania, costituita di terreni dell'era secondaria, presenta una serie di pianure appena movimentate da deboli ondulazioni; sia per la natura dei terreni che per il clima è una regione molto favorevole all'agricoltura e di notevole importanza economica.
Nell'insieme dunque il rilievo della Svezia presenta una prevalenza di pianure o per lo meno una grande estensione di aree spianate dalla serie dei cicli erosivi susseguitisi nelle ere geologiche.

## Clima
Il clima della Svezia è notevolmente influenzato dalla vicinanza del Mar Baltico e dell'Oceano Atlantico, nonostante che il Paese si estenda per più di 13° in latitudine e che una parte di esso sia situata oltre il Circolo polare artico; è conferma di tutto questo l'anomalia termica positiva che corrisponde a Stoccolma a 13 °C e nel golfo di Botnia a 14 °C in gennaio; tuttavia la diminuzione del benefico influsso oceanico è molto sensibile verso l'interno anche in vicinanza della costa.
La temperatura media annua è di 7 °C nel sud e di −1 °C nel nord; le differenze di temperatura fra la parte meridionale e quella settentrionale si mantengono anche nel mese più freddo che è il febbraio: a Stoccolma la media è di −3 °C, a Haparanda di −11 °C e a Karesuando −39 °C. La regione più fredda è quella centrale della Lapponia, dove è raro che la temperatura si mantenga superiore a 0 °C per più di cinque mesi; in generale i giorni con una temperatura inferiore a −10 °C oscillano tra 120 e 140 all'anno.
La durata della stagione fredda varia da regione a regione ed è massima a nord, dove i ghiacci persistono dall'ottobre al maggio; ad esempio i laghi qui rimangono ghiacciati per circa 200 giorni, a sud soltanto per la metà del tempo. In generale il traffico invernale nel golfo di Botnia è impedito dai ghiacci; negli inverni più rigidi il mare di Åland è ricoperto da uno strato di ghiaccio così spesso da permettere il transito dei veicoli; sulle coste occidentali e meridionali della Svezia invece il traffico invernale è ostacolato dal ghiaccio solo eccezionalmente.
L'estate è breve e il massimo di temperatura è raggiunto in luglio con in media 19 °C a Göteborg e 18 °C a Haparanda; il numero dei giorni con una temperatura superiore ai 25 °C varia da 10 a 20.
La durata dell'estate è influenzata anche dalle condizioni dell'insolazione: a Karesuando (68°26' latitudine nord) il sole resta al disopra dell'orizzonte dal 26 marzo al 18 luglio, a Haparanda, circa nel medesimo periodo, per 23 ore ogni giorno e a Lund per 17 e ovunque, in corrispondenza del periodo nel quale avviene il solstizio d'estate, la rifrazione aumenta la durata media del giorno.
Le precipitazioni in linea generale diminuiscono da nord verso sud e da ovest verso est; sono massime, intorno ai 1500 mm, lungo i rilievi settentrionali e nella parte occidentale dell'altopiano della Svezia meridionale dove giungono i venti umidi dell'Oceano Atlantico. I minimi di precipitazione si trovano nell'interno del Norrland, nello Svealand orientale e sulle coste orientali e meridionali.
La distribuzione delle precipitazioni è massima verso la fine dell'estate ed in autunno con differenze in rapporto al carattere più o meno continentale delle varie regioni. Una parte delle precipitazioni cade sotto forma di neve, circa il 10% in Scania e il 70% nel Norrland; la copertura nevosa dura in media da 47 giorni nel sud a ben 190 nelle regioni più settentrionali. Soltanto sul Kebnekaise, sul Sarektjåkkå e sul Sulitjelma si trovano dei ghiacciai.

## Idrografia
La grande glaciazione quaternaria ha determinato le caratteristiche idrografiche della Svezia, che, oltre ad essere ricoperta di laghi per l'8% della superficie complessiva, presenta una serie di fiumi dal profilo giovanile nei quali si incontrano frequenti rapide e cascate. La ricchezza dell'idrografia superficiale ha fatto della Svezia uno dei Paesi nei quali è più sviluppata l'industria idroelettrica. 

### Laghi
Tre sono le regioni più ricche di laghi: la Svezia centrale, l'area tra i rilievi occidentali e l'altopiano della Svezia meridionale e infine l'altopiano interno della Svezia meridionale; non sempre i bacini lacustri sono ampi ed estesi, spesso occupano tronchi di valli fluviali fortemente espanse per un lungo tratto oppure presentano una forma allungata e molto ramificata.
È quasi impossibile citare tutti i laghi della Svezia, dallo Stora Lulevatten allo Storavan, dallo Ströms Vattudal al Siljan, dal Hornavan al Kallsjön; non si può però non ricordare il gruppo dei laghi di origine glaciale della Svezia centrale: il Vänern, il Vättern, il Hjälmaren, il Mälaren.
Il Vänern con 5546 km² di superficie e 93 m di profondità è il terzo lago d'Europa; alimentato da vari corsi d'acqua, fra cui il Klarälven, ha come emissario il Göta älv che sbocca nel Kattegat.
Il Vättern, più profondo, ricopre una superficie di 1899 km²; un emissario, il Motala ström, lo pone in comunicazione col Baltico; l'aspetto paesaggistico è animato da una serie di isole delle quali Visingsö è la maggiore.
Il Hjälmaren è relativamente piccolo (480 km², 18 m di profondità) e risulta anche modificato dall'opera dell'uomo che già alla fine dell'800 ne abbassò artificialmente il livello per ricavare sulle sue sponde aree coltivabili; esso è in comunicazione col Mälaren (1149 km², 64 m di profondità) che, oltre ad avere le sponde fortemente frastagliate, è ricco di isole e isolotti tanto da risultare frazionato in una serie di bacini; comunica con il Baltico per mezzo del canale Norrström che passa per Stoccolma.

### Fiumi
I fiumi della Svezia hanno prevalentemente un corso parallelo con direzione nord-ovest/sud-est; quasi tutti hanno origine da un lago e poi scendono verso la parte meno elevata giungendo alla foce dopo aver formato una serie di cascate e di rapide; la lunghezza è in media tra i 200 e i 500 km, soltanto i maggiori superano la media; i bacini si estendono da 10000 a 30000 km².
I corsi d'acqua più importanti sono il Lule, il Pite, l'Ume, l'Ångermanälven, il Faxälven, l'Indalsälven, il Ljungan e il Dalälven. Specie i fiumi delle regioni più settentrionali sono molto importanti per la fluitazione del legname e per lo sfruttamento dell'energia idroelettrica, che per ora è utilizzata solo per circa il 20% del potenziale.
La portata dei corsi d'acqua è oscillante e strettamente connessa alle condizioni dell'innevamento; in generale in primavera e al principio dell'estate in seguito allo scioglimento della neve c'è il periodo di piena, mentre la magra è nell'inverno e nella tarda estate; tuttavia i laghi intercalati ai fiumi servono a regolare il deflusso in ogni momento. I fiumi della Scania si differenziano per avere magra estiva e piena invernale.

## Flora e fauna
La maggior parte della Svezia è dominata da foreste di abeti, pini e betulle. La parte meridionale del Paese ospita foreste più miste, e nell'estremo sud alberi decidui come il faggio, la quercia, il tiglio, il frassino, l'olmo e l'acero sono comuni. Le foreste sono ricche di frutti di bosco, come mirtilli rossi e neri, e funghi. In Svezia è concesso a chiunque di passeggiare nella foresta e di raccogliere bacche e funghi.
In alta montagna gli alberi di conifere lasciano il posto alle betulle di montagna, che si estendono fino alla linea degli alberi a un'altitudine di 480-880 metri. Le montagne prive di alberi, con le loro brughiere, paludi e distese di massi, ospitano una flora di tipo alpino, con specie come la betulla nana e il salice nano.
Grazie al loro substrato calcareo e al clima mite, le isole di Gotland e Öland ospitano una flora particolare, che comprende molte orchidee.
Orsi e linci sopravvivono ancora oggi nelle foreste settentrionali, mentre i lupi stanno pian piano ritornando numerosi, dopo essere quasi scomparsi dal Paese nel XX secolo. In tutto il paese vi è un gran numero di alci, caprioli, volpi e lepri. L'alce è una preda molto ambita per i cacciatori, ma costituisce anche un pericolo per il traffico. La caccia e la pesca sono rigidamente regolamentate e molte specie di animali godono di completa protezione. Grandi mandrie di renne domestiche di proprietà dei Sami (Lapponi) pascolano sulle montagne e nelle foreste del nord del Paese.
L'avifauna invernale è caratterizzata da poche specie, ma in estate giunge qui un gran numero di uccelli migratori dall'Europa meridionale e dall'Africa, come ad esempio le gru e le oche selvatiche. La Svezia ospita una ricca varietà di vita animale acquatica, seppur molto impoverita dall'inquinamento ambientale. Tra le specie maggiormente colpite dall'inquinamento idrico vi sono le foche del Baltico. Tra le specie ittiche figurano il merluzzo e lo sgombro delle profonde e salate acque dell'Atlantico, e il salmone e il luccio diffusi nelle molto meno salate acque del Baltico, nonché in laghi e fiumi. L'aringa atlantica e la sua cugina più piccola, l'aringa del Baltico, hanno costituito per lungo tempo fonti di cibo tradizionali per la popolazione locale.

## Conservazione
La Svezia è stato uno dei Paesi all'avanguardia in materia di conservazione dell'ambiente naturale. È stato il primo Paese europeo ad istituire un parco nazionale (quello di Sarek, istituito nel 1909), preservando così una parte delle ultime regioni selvagge del continente. La prima Regolamentazione sulla Conservazione della Natura venne adottata nel 1909 e nel 1969 fu approvata una moderna legge sulla protezione ambientale. Da allora decine di migliaia di chilometri quadrati di superficie sono state dichiarate parchi nazionali o riserve naturali. Tuttavia, persistono ancora gravi problemi ambientali. Circa un quinto dei laghi svedesi è stato danneggiato dall'acidificazione e anche le acque sotterranee sono minacciate. Una delle cause principali di questo fenomeno va ricercato nella ricaduta di zolfo (vale a dire nella contaminazione da parte di quelle che sono note comunemente come piogge acide); la maggior parte dello zolfo viene rilasciato nell'atmosfera da impianti industriali nei Paesi limitrofi. Anche l'inquinamento nel Mar Baltico e nelle acque costiere del Kattegat e dello Skagerrak è considerato una seria minaccia per l'ambiente.